# Peer Gynt (film, 1915)
Pour les articles homonymes, voir Peer Gynt (homonymie).
Pour plus de détails, voir Fiche technique et Distribution.
Peer Gynt est un film américain réalisé par Oscar Apfel et Raoul Walsh, sorti en 1915.

## Synopsis
Les aventures de Peer Gynt, un fermier norvégien, parti de par le monde chercher fortune et l'amour des femmes. Après ces longs voyages, il sera finalement sauvé par Solveig, son amour de jeunesse.

## Fiche technique
- Titre original : Peer Gynt
- Réalisation : Oscar Apfel, Raoul Walsh
- Scénario : Oscar Apfel, d'après la pièce de Henrik Ibsen
- Musique : George W. Beynon
- Société de production : Oliver Morosco Photoplay Company
- Société de distribution : Paramount Pictures
- Pays d’origine :  États-Unis
- Langue originale : anglais
- Format : noir et blanc — 35 mm — 1,37:1 — film muet
- Genre : Fantastique
- Durée : 5 bobines
- Dates de sortie :  États-Unis : 16 septembre 1915

## Distribution
- Cyril Maude (en) : Peer Gynt
- Myrtle Stedman : Solveig
- Fanny Stockbridge : Ase
- Mary Reubens : Anitra
- Mary Ruby : Ingrid
- Winifred Bryson : Annabel Lee
- Evelyn Duncan : Virginia Thorne
- Kitty Stevens : Notanah
- Herbert Standing : Saint Pierre
- Charles Ruggles : le mouleur de boutons
- William Desmond : le pasteur
- Juan de la Cruz : Robert

## Bande originale
C'est la première fois qu'une partition est écrite pour un film spécifique.